# Борщів (зупинний пункт)
Борщі́в — залізничний пасажирський зупинний пункт Івано-Франківської дирекції залізничних перевезень Львівської залізниці.
Розташований неподалік від села Борщів Снятинського району Івано-Франківської області на лінії Коломия — Чернівці-Північна між станціями Матіївці (6 км) та Заболотів (5 км).
Станом на серпень 2019 року щодня чотири пари дизель-потягів прямують за напрямком Коломия — Чернівці.